# 11881 Mirstation
11881 Mirstation este un asteroid din centura principală de asteroizi.

## Descriere
11881 Mirstation este un asteroid din centura principală de asteroizi. A fost descoperit pe 20 august 1990 la Observatorul La Silla de Eric Walter Elst. Asteroidul prezintă o orbită caracterizată de o semiaxă mare de 2,65 ua, o excentricitate de 0,17 și o înclinație de 13,7° în raport cu ecliptica.